# شوجی کاواموری
شوجی کاواموری (به ژاپنی: 河森 正治 Kawamori Shōji)؛( زادهٔ ۲۰ فوریهٔ ۱۹۶۰) یک فیلم‌نامه‌نویس، و کارگردان فیلم اهل ژاپن است.